# Gargi Yadav
Gargi Yadav (ur. 1 stycznia 1991) – indyjska zapaśniczka walcząca w stylu wolnym. Srebrna medalistka mistrzostw Wspólnoty Narodów w 2016 i 2017. Druga na mistrzostwach Azji juniorów w 2009 roku.